# Světový den jízdního kola
Světový den jízdního kola byl Valným shromážděním OSN vyhlášen na 3. června v roce 2018. Deklarace OSN vyzvala všechny členské státy k oslavě a podpoře cyklistiky a k jejímu začlenění do všech úrovní státní politiky.
Mělo by upozornit na klady a přínosy cyklistiky pro občany - zlepšení fyzického i duševní zdraví a vliv na klima z pohledu neznečišťování ovzduší. 
Jízdní kolo, používané již po staletí, organizace ocenila pro jeho unikátnost, dlouhověkost a všestrannost, přičemž jde o jednoduchý, cenově dostupný, spolehlivý, čistý a ekologicky vhodný dopravní prostředek.
Před vyhlášením tohoto svátku existoval ve stejném dni již od roku 1988 Evropský den jízdních kol, vyhlásila ho organizace Attac.